# Alvis TD 21
Der Alvis TD 21 ist ein Oberklassefahrzeug des ehemaligen britischen Automobilherstellers Alvis Cars, das von 1958 bis 1964 in zwei Serien gefertigt wurde. Er gehört zur Three-Litre-Modellfamilie, die auch als Alvis T-Series 21 zusammengefasst wird. Der TD 21 löste den TC 108/G ab, der nur in wenigen Exemplaren hergestellt worden war. Wie dieser, wurde auch der TD 21 werksseitig mit einer Standardkarosserie angeboten, die die Schweizer Carrosserie Graber entworfen hatte. Neben diesen in Großbritannien gefertigten Serienmodellen baute Graber im Kanton Bern auf dem Chassis des TD 21 eine Reihe von Sondermodellen, die mit abweichenden Karosserien versehen waren.

## Entstehungsgeschichte
Vor dem Zweiten Weltkrieg belegte das in Coventry ansässige Unternehmen Alvis ein ähnliches Marktsegment wie Aston Martin oder Bentley. Nach dem Ende des Krieges debütierte bei Alvis die sogenannte Three Litre Series, eine Reihe sportlicher Limousinen und Cabriolets mit einem 3,0 Liter großen Reihensechszylindermotor, deren erste Version als TA 21 verkauft wurde. Die 1953 präsentierte Weiterentwicklung TC 21/100, die auch als Grey Lady bezeichnet wird, hatte werksseitig eine von Mulliners of Birmingham gefertigte Karosserie mit frei stehenden Kotflügeln, die als altbacken und „geradezu altertümlich“ wahrgenommen wurde. Parallel dazu kleidete Hermann Graber, der Schweizer Alvis-Importeur, auf Kundenwunsch einige Alvis-Chassis mit eleganten, individuellen Aufbauten im Pontonstil ein. Der Nachfolger der Grey Lady, der Alvis TC 108/G, erhielt werksseitig eine von Graber entworfene Karosserie, die zu einem Bruch mit dem bisherigen Stil des Unternehmens führte. Der TC 108/G wurde in der Presse positiv bewertet. Da aber der neu verpflichtete Karosseriehersteller Willowbrook Probleme mit der pünktlichen Fertigstellung der Standardkarosserien hatte und es zudem handwerkliche Mängel gab, endete die Fertigung des TC 108/G nach zwei Jahren und insgesamt weniger als 20 Exemplaren. 
Mit dem als TD 21 bezeichneten Nachfolger, der 1958 erschien, setzte Alvis das Konzept des TC 108/G dem Grunde nach fort. Die Technik änderte sich nur wenig, und auch beim TD 21 verwendete das Werk eine Standardkarosserie, die Graber entworfen hatte. Die Fertigung des Aufbaus übernahm allerdings der etablierte britische Karosseriehersteller Park Ward, der in erster Linie mit Rolls-Royce verbunden war. Die Beziehung zu dem Karosseriehersteller bestand auch noch in den 1960er-Jahren, als Park Ward bereits von Rolls-Royce übernommen und mit H. J. Mulliner & Co. zu Mulliner Park Ward verschmolzen worden war. Mit Park Ward erreichte Alvis wieder deutlich höhere Produktionszahlen. 
1964 erhielt der TD 21 mit dem TE 21 einen Nachfolger, der – die Benennung des TD 21 Series II fortschreibend – auch als Alvis Series III bezeichnet wurde.

## Modellbeschreibung

### Antrieb

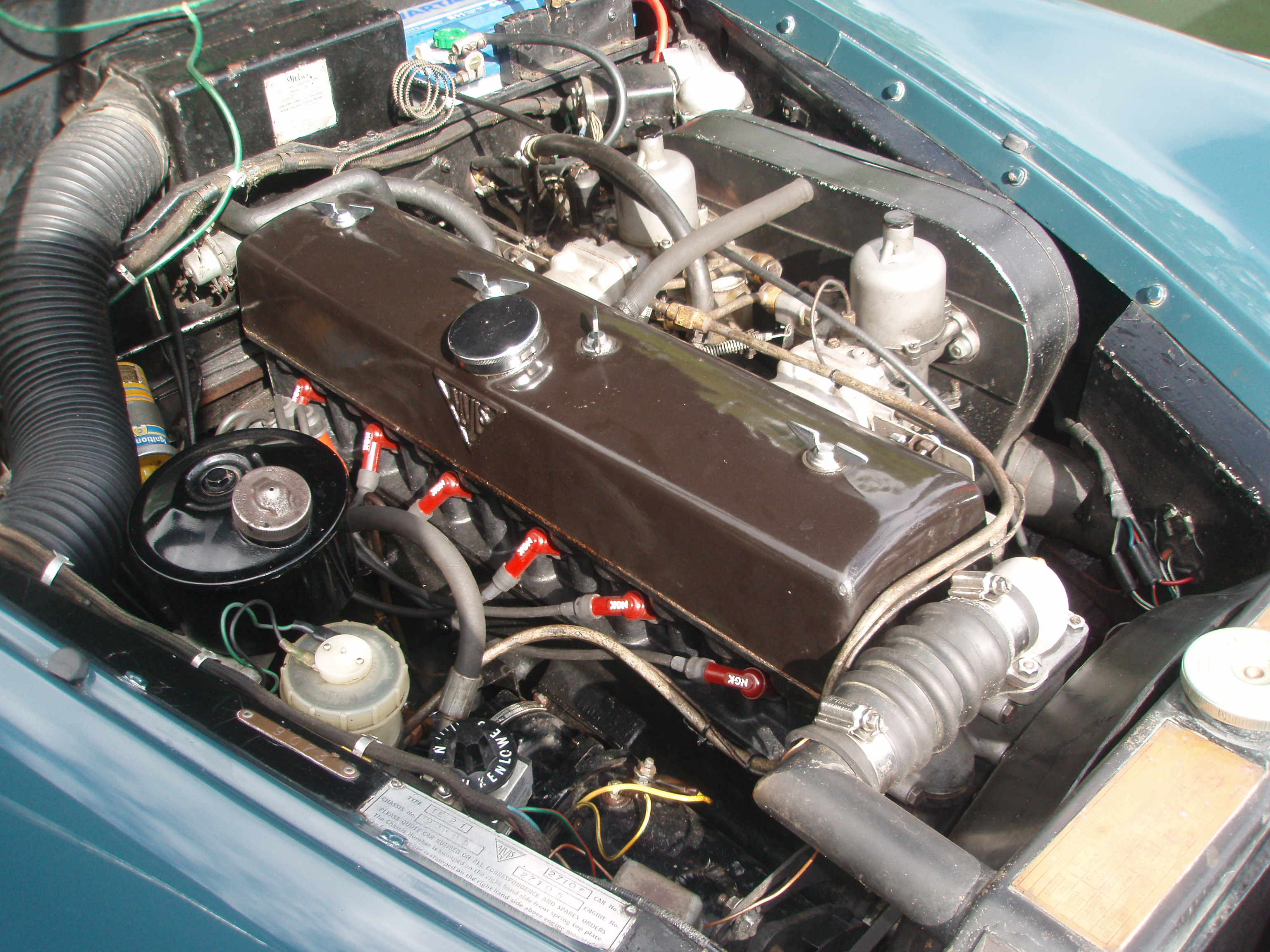
Dreiliter-Reihensechszylindermotor von Alvis

Der Alvis TD 21 wurde von einem Reihensechszylindermotor mit 2993 cm³ Hubraum angetrieben. Er entsprach weitestgehend der Antriebseinheit des Vorgängers. Die ersten 25 Fahrzeuge erhielten den unveränderten Motor des TC 108/G, der 104 bhp (78 KW) leistete. Im November 1959 führte Alvis einen überarbeiteten Motor mit einem neuen Zylinderkopf ein. Die Verdichtung war von 8,0 : 1 auf 8,5 : 1 erhöht worden, zudem gab es neue Vergaser. Dadurch stieg die Motorleistung auf 115 bhp (86 kW). Das maximale Drehmoment betrug 22,5 mkp (220,6 Nm) bei einer Drehzahl von 2500 in der Minute. Der Motor trieb anfänglich über ein handgeschaltetes Vierganggetriebe von Austin-Healey die Hinterräder an, in der zweiten Serie kam ein Fünfganggetriebe von ZF zum Einsatz. Wahlweise war erstmals eine Dreigangautomatik von BorgWarner erhältlich, ab 1960 stand für das Schaltgetriebe ein Overdrive zur Verfügung.

### Fahrwerk
Das Fahrwerk des TD 21 entsprach vollständig dem des TC 108/G. Vorn waren die Räder einzeln aufgehängt und mit Drehstabfedern versehen, hinten verwendete Alvis eine Starrachse mit Blattfedern. Ab 1959 waren vorn Scheibenbremsen mit Servounterstützung erhältlich, zunächst als aufpreispflichtige Option, später wurden sie in die Serienausstattung übernommen. Die Scheibenbremsen kamen anfänglich von Lockheed, später von Dunlop.

### Standardkarosserie

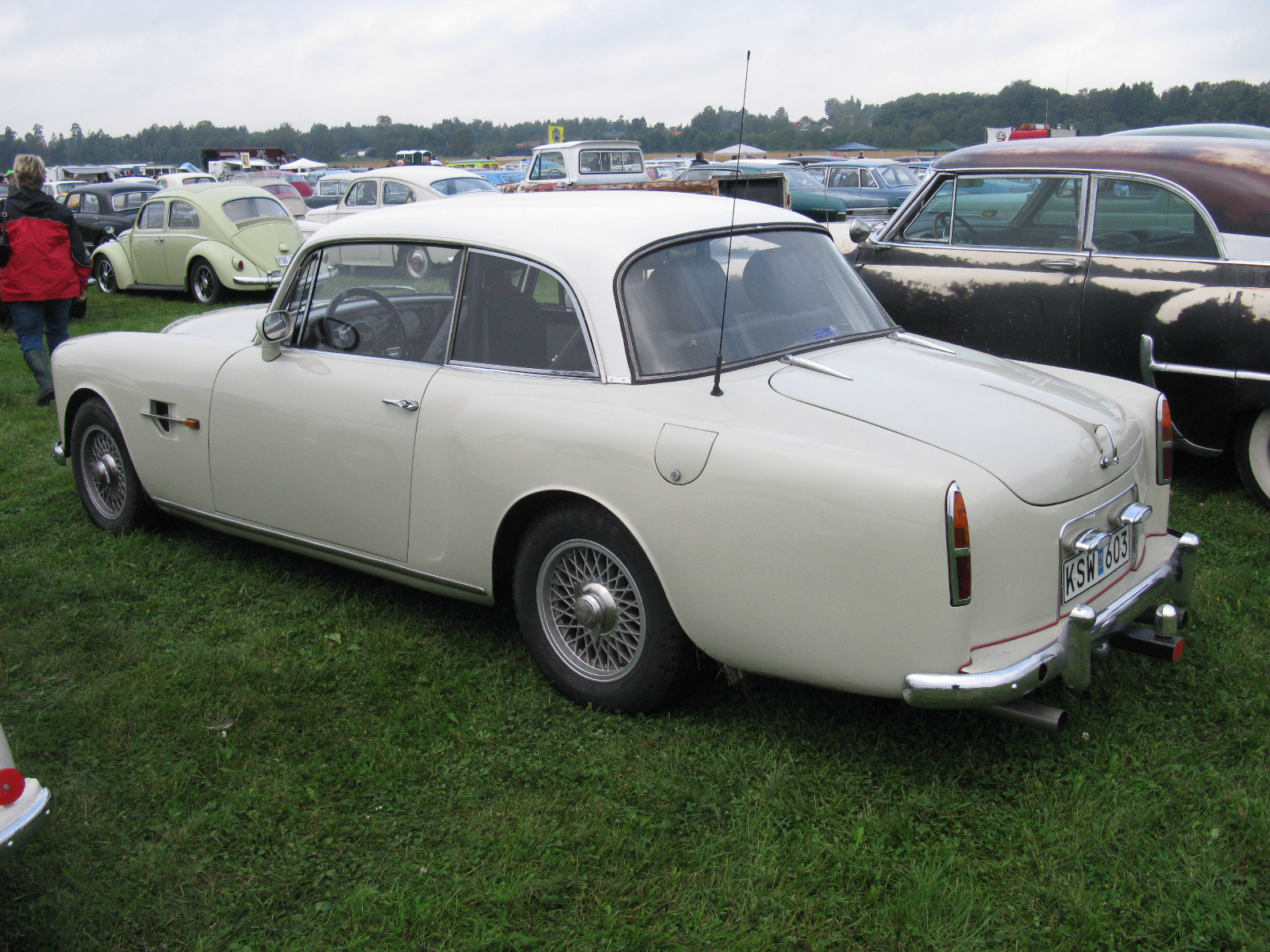
Dünne C-Säule: TD 21 Saloon mit Werkskarosserie

Die Standardkarosserie des TD 21 beruhte wiederum auf einem Entwurf von Hermann Graber, allerdings hatte Park Ward einige Modifikationen vorgenommen, die unter anderem die Leuchteinheiten und deren Einpassungen betrafen. Der Aufbau folgte im grundsätzlichen Layout dem des TC 108/G, auch die Proportionen blieben im Ganzen unverändert. Äußerlich unterschied sich der TD 21 von seinem Vorgänger vor allem in der Gestaltung der hinteren Dachpartie: Die C-Säule war unten nun nicht mehr nach innen geneigt, sondern bildete mit dem übrigen Aufbau ein Trapez. Damit entfiel die angedeutete hintere Panoramascheibe. Neu war auch eine winkelige Ausbuchtung in den hinteren Kotflügeln, die ein ähnliches Gestaltungsmerkmal des „Ponton-Mercedes“ aufgriffen.
Die Werksversion des TD 21 war, wie schon der Vorgänger, als zweitürige Limousine erhältlich („Saloon“). Anders als der TC 108/G, wurde der TD 21 nun zusätzlich auch werksseitig als Cabriolet („Drophead Coupé“) angeboten.
Die Karosserieteile bestanden zumeist aus Stahl; nur das Dach, die Motorhaube und der Kofferraumdeckel waren aus Aluminium. Während Willowbrook die Karosserieteile des TC 108/G noch in Handarbeit über Holzformen hergestellt hatte, verwendete Park Ward für den TD 21 Blechpressen. Das erhöhte die Fertigungsgeschwindigkeit und senkte den Preis. Die Karosserieteile wurden an einem Gerüst aus Holz befestigt.

### Series II

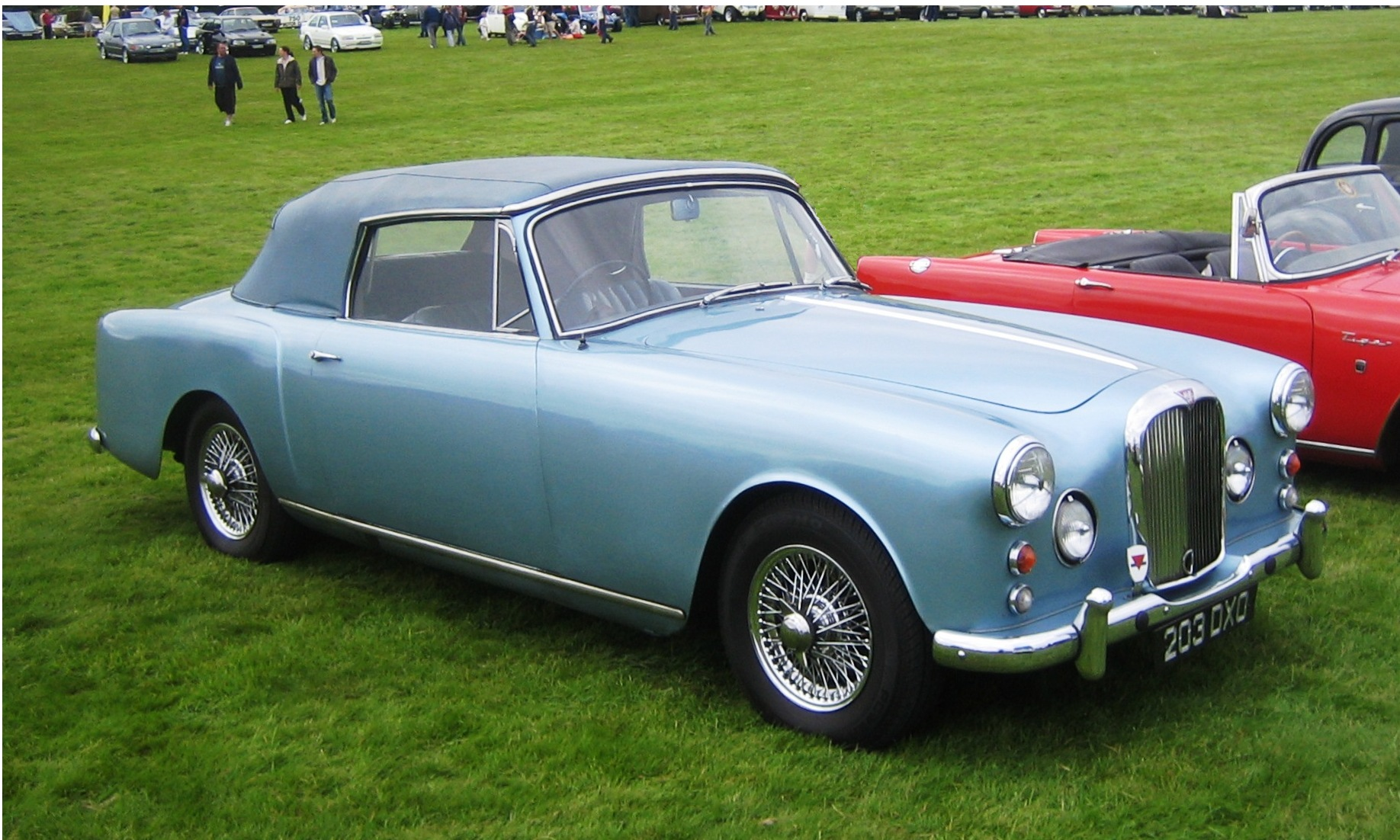
TD 21 Drophead mit Werkskarosserie (Series II)

Im August 1962 führte Alvis eine überarbeitete Version des TD 21 ein. Die als Series II bezeichnete Baureihe unterschied sich äußerlich vor allem durch die Positionierung der Scheinwerfer. Während die runden Zusatzscheinwerfer beim ursprünglichen Modell auf den vorderen Stoßstangen saßen, waren sie nun in das Blech der Frontverkleidung eingelassen. Dazu kamen einige technische Änderungen, die vielfach auf die Initiative Hermann Grabers zurückgingen. Dazu gehörte insbesondere die Einführung des Fünfgangschaltgetriebes von ZF, das die bisherige Viergangversion von Austin-Healey ersetzte. Ab 1963 wurden schließlich Scheibenbremsen von Dunlop an allen Rädern eingebaut.

## Produktion
Im Sommer 1958 erstellte Graber im Auftrag von Alvis zwei Prototypen für den künftigen TD 21. Sie basierten noch auf Fahrgestellen der TC-108/G-Reihe. Dabei ist ungeklärt, ob es sich bei ihnen um nicht verkaufte Chassis handelte oder um ausgelieferte Komplettfahrzeuge, die ans Werk zurückgegeben worden waren.
Von 1958 bis Sommer 1962 entstanden 750 Exemplare des TD 21 Series I mit Werkskarosserie, von der Serie II fertigte Park Ward noch einmal 320 Fahrzeuge.

## Graber Specials

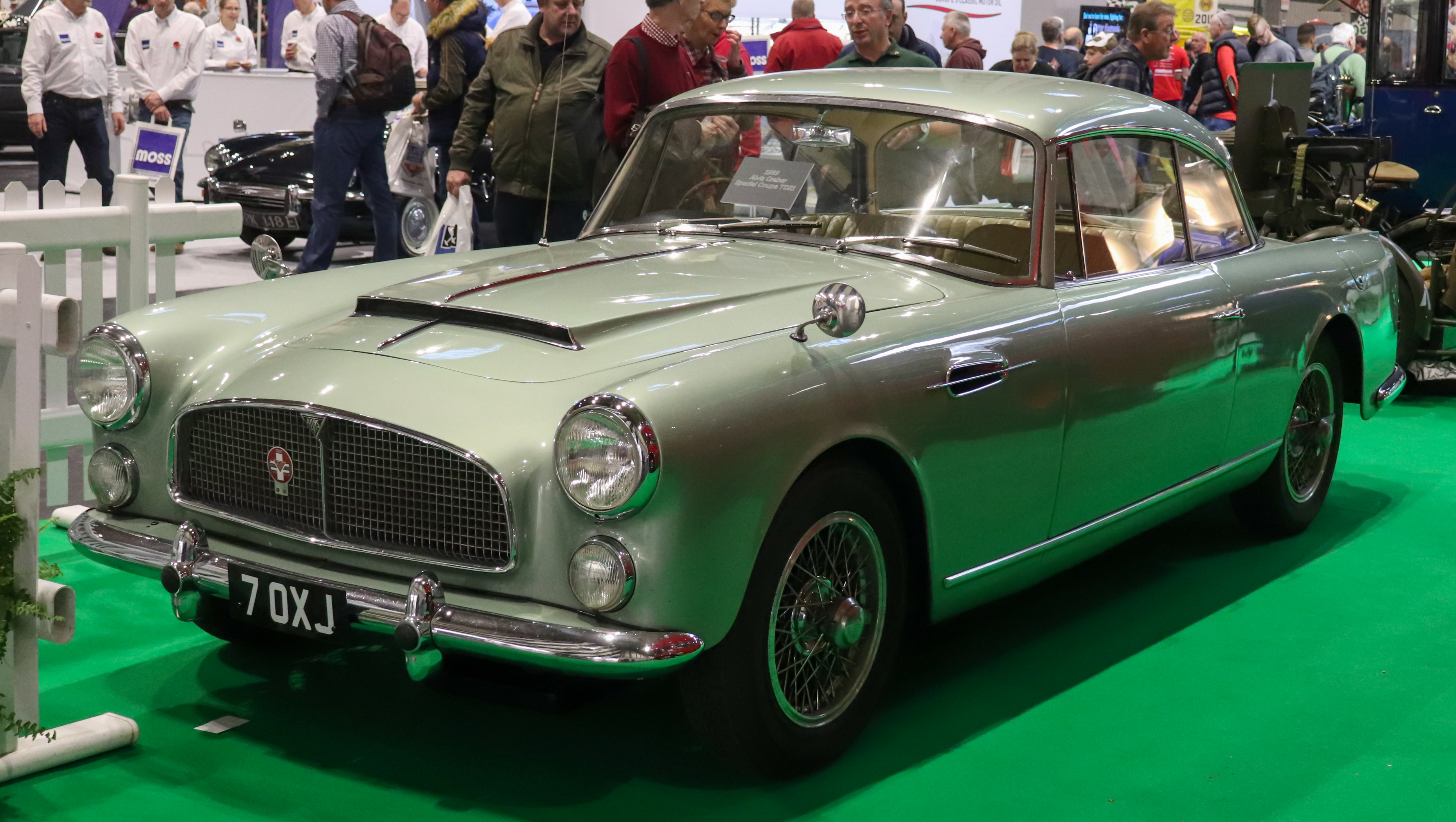
Alvis TD 21 mit Graber-Aufbau

Wie schon bei früheren Alvis-Modellen, fertigte Graber auch auf dem TD-21-Chassis individuelle Sonderaufbauten, die sich von den Serienkarosserien unterschieden. Überwiegend waren es Coupés und Cabriolets. Viele Coupés und Cabriolets hatte eine niedrigere Gürtellinie als das Serienmodell. Üblicherweise – aber nicht zwingend – verzichteten die Graber Specials auf den aufrecht stehenden verchromten Kühlergrill und hatten stattdessen horizontal ausgerichtete Kühlergitter. Einige Graber Specials hatten übereinander angeordnete und in eine gemeinsame Einfassung eingebettete Doppelscheinwerfer. Damit nahmen sie ein Stilmittel vorweg, das Alvis ab 1964 bei den Werkskarosserien der TE-21-Modelle zeigte. Ein einzelnes Cabriolet hatte eine senkrecht stehende C-Säule und ein gläsernes Heckfenster, das elektrisch versenkbar war. 1963 entstand schließlich als Einzelstück eine viertürige Limousine mit der Bezeichnung Sport Sedan, die für 37.500 Schweizer Franken verkauft wurde.
Insgesamt fertigte Graber 35 Special-Karosserien auf der Basis des TD 21 Series I; im Falle der nur zwei Jahre lang produzierten Series II waren es weniger Exemplare. Eine Quelle spricht von fünf bis sieben Fahrzeugen pro Jahr.

## Sonderversionen

### Mulliner Park Ward
1961 fertigte Mulliner Park Ward einen individuellen TD 21 Drophead für den Duke of Edinburgh. Das Auto entsprach in den Grundzügen der Serienversion, hatte aber eine um 3 cm höhere Windschutzscheibe, ein angepasstes Verdeck und einen elektrischen Verdeckmechanismus. Das Armaturenbrett war vollständig mit Leder ausgeschlagen; die Walnussholzverkleidung der Serienmodelle entfiel.

### Radford
Das britische Karosseriebauunternehmen Harold Radford, das durch seine Countryman genannten Umbauten hochwertiger Limousinen in Freizeitfahrzeuge bekannt war, nahm auf individuellen Kundenwunsch Änderungen am Gepäckabteil des TD 21 vor. Durch eine Vergrößerung des Kofferraumdeckels und den Einbau einer umklappbaren Rückbank wurde der Wagen so verändert, dass er eine vollständige Angelausrüstung aufnehmen konnte. Das Umbauprogramm erhielt die Bezeichnung Fisherman.

## Technische Daten
| Motor:                     | 6-Zylinder-Reihenmotor (Viertakt)                                                                   |
| Hubraum:                   | 2993 cm³                                                                                            |
| Bohrung × Hub:             | 84 × 90 mm                                                                                          |
| Leistung bei 1/min:        | 86 kW (115 bhp) bei 4000                                                                            |
| Max. Drehmoment bei 1/min: | 220,6 Nm (22,5 mkp) bei 2500                                                                        |
| Verdichtung:               | 8,5 : 1                                                                                             |
| Gemischaufbereitung:       | Doppelvergaser SU HD 6                                                                              |
| Ventilsteuerung:           | 1 untenliegende Nockenwelle                                                                         |
| Kühlung:                   | Wasserkühlung                                                                                       |
| Getriebe:                  | 4-Gang-Getriebe oder 5-Gang-Getriebe (ab 1962), Knüppelschaltung wahlweise 3-Gang-Automatikgetriebe |
| Radaufhängung vorn:        | Einzelradaufhängung, Trapez-Dreiecksquerlenker, Schraubenfedern, Teleskopstoßdämpfer                |
| Radaufhängung hinten:      | Starrachse, Blattfedern, Teleskopstoßdämpfer                                                        |
| Bremsen:                   | Vorn Scheibenbremsen, hinten Trommelbremsen (bis 1963) Rundum Scheibenbremsen (ab 1963)             |
| Karosserie:                | Stahl, auf Holzgerüst                                                                               |
| Radstand:                  | 2830 mm                                                                                             |
| Spurweite vorn/hinten:     | |
| Abmessungen:               | 4778× 1676 × 1448 mm                                                                                |
| Leergewicht:               | 1475 kg                                                                                             |
| Höchstgeschwindigkeit:     | 169 km/h                                                                                            |